# Голуб непальський
Го́луб непальський (Columba pulchricollis) — вид голубоподібних птахів родини голубових (Columbidae). Мешкає в Гімалаях і горах Південно-Східної Азії.

## Опис

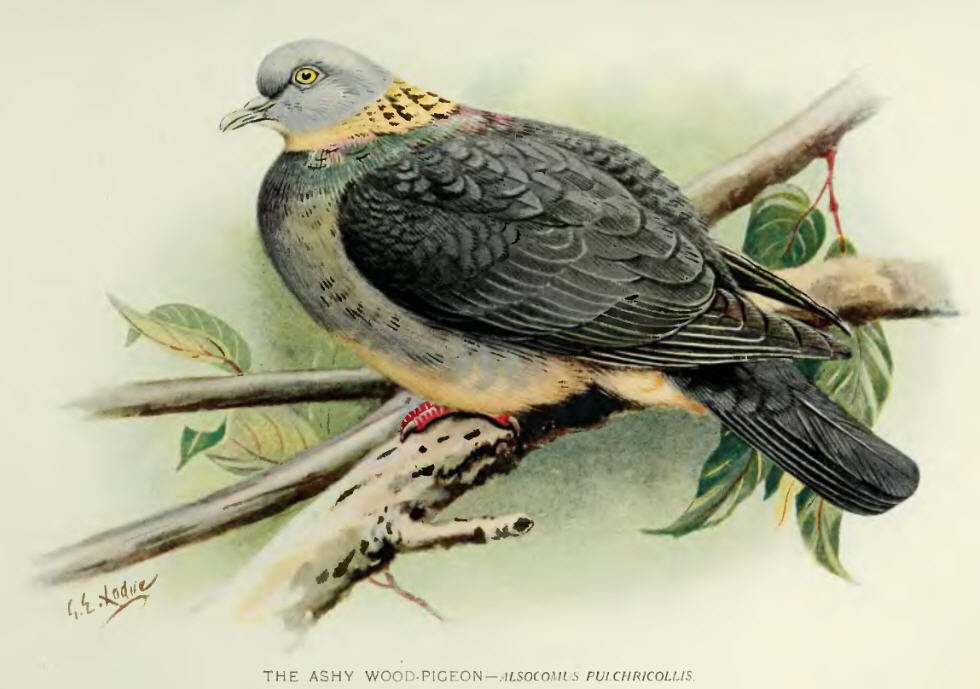
Ілюстрація художника з Indian Pigeons and Doves (1913)

Довжина птаха становить 30-35 см. Голова, шия і спина сизі. Горло світле, на задній частині шиї яскраво-оранжева смуга. Груди темно-сизі, живіт світліший. Махові пера темні. Гузка кремова. Дзьоб біля основи червоний, на кінці зелений. Райдужки світло-зелені. Самиці є дещо меншими за самців, горло у них чисто-біле, забарвлення більш тьмяне, ніж у самців. Самці мають більш яскраве забарвлення, сизий відтінок в їх оперенні більш виражений.

## Поширення і екологія
Непальські голуби мешкають в Непалі, Сіккімі, Бутані, Північно-Східній Індії, південному Китаї (Тибет, Юньнань), М'янмі, північному Таїланді, північному Лаосі, а також на острові Тайвань. Вони живуть в гірських хвойних і листяних лісах, на висоті від 1200 до 3200 м над рівнем моря. Живляться переважно плодами, яких шукають в кронах дерев, а також насінням, жолудями, ягодами і дрібними равликами. Сезон розмноження триває з травня по серпень. В кладці одне яйце. Інкубаційний період триває 21-23 дні. Пташенята покидають гніздо через 28 днів після вилуплення.

## Збереження
МСОП класифікує цей вид як такий, що не потребує особливих заходів зі збереження. Хоча світова популяція невідома, популяція Тайваню оцінюється в 10 000-100 000 гніздових пар.